# K1 (spoorwegrijtuig)
Het K1-rijtuig is een voormalige serie rijtuigen van Belgische spoorwegen voor binnenlands verkeer. Van de jaren 30 tot in de jaren 70 en 80 waren de K1-rijtuigen in gebruik. De laatste jaren werden de rijtuigen voornamelijk voor militaire treinen gebruikt.

## Prototype
In het voorjaar van 1932 leverde Baume et Marpent het prototype af van het nieuwe rijtuigtype K voor binnenlands verkeer. Het proefrijtuig kreeg het nummer 47001. Later werd het rijtuig nog vernummerd in 23010, in 1933 werd dit 23001. In 1957 vond een andere nummerwijziging plaats tot 22032.

## Serielevering
Tussen 1933 en 1935 werd vervolgens een 502-tal rijtuigen gebouwd door een negen bouwers. In totaal werden door deze bedrijven vijf verschillende rijtuigtypes gebouwd.

### a2b7
- 122 rijtuigen type a2b7 met de oorspronkelijke nummering in de serie 20001 - 20122. De eerste 73 rijtuigen werden gebouwd door Baume et Marpent, de 20074 - 20122 door La Brugeoise. Deze rijtuigen hadden 2 afdelingen. De 1e klasse afdeling bestond uit 2 coupés met een zijgang met in totaal 12 zitplaatsen. Het 2e-klassegedeelte had zeven ramen en in totaal 52 zitplaatsen, naast een zestal klapstoelen.

| K1 a2b7       |
| ------------- |
| 20001 - 20122 |

#### Verbouwingen
Later werd een aantal rijtuigen van deze serie verbouwd tot andere types, om te voldoen aan de veranderende vraag. 29 rijtuigen gingen verloren tijdens de Tweede Wereldoorlog. 44 rijtuigen werden niet verbouwd. Wel werd tijdens de declassering van 1957 de oorspronkelijke indeling van een deel 1e klas en een gedeelte 2e klas gewijzigd tot één eerste klasse (A9).
- - Een negental beschadigde rijtuigen werd na de Tweede Wereldoorlog hersteld en ontdaan van de afdeling eerste klasse. De rijtuigen werden van het type b9 en kregen de nummering 22042 - 22048. Na het verdwijnen van de originele eerste klasse en de derde klasse werden deze negen rijtuigen hernummerd in de serie A9 21113 - 21115, 21131 - 21136.

| Vernummeringen |       |       |
| K1 a2b7        | K1 b9 | K1 A9 |
| -------------- | ----- | ----- |
| 20014          | 22042 | 21113 |
| 20023          | 22041 | 21131 |
| 20025          | 22043 | 21132 |
| 20033          | 22044 | 21133 |
| 20034          | 22049 | 21136 |
| 20046          | 22045 | 21134 |
| 20050          | 22046 | 21135 |
| 20087          | 22047 | 21114 |
| 20101          | 22048 | 21115 |

- - In 1952 werd ook een aantal andere rijtuigen van oorsprong a2b7 verbouwd. Vier rijtuigen, later in totaal 12 rijtuigen, verloren 1 coupe 1e klasse en kregen in die ruimte een opslagruimte voor een snackbardienst. Later werden bij de 8 laatste rijtuigen zowel de opslagruimte als de resterende 1e klasse coupe weggenomen.

| Vernummeringen |        |       |
| K1 a2b7        | K1 A8R | K1 B9 |
| -------------- | ------ | ----- |
| 20013          | 21901  |       |
| 20018          | 21902  |       |
| 20027          | 21903  |       |
| 20018          | 21904  |       |
| 20037          | 21905  | 22603 |
| 20049          | 21906  | 22604 |
| 20053          | 21907  | 22605 |
| 20056          | 21908  | 22606 |
| 20064          | 21909  | 22607 |
| 20083          | 21910  | 22608 |
| 20098          | 21911  | 22609 |
| 20121          | 21912  | 22610 |

- - Twee rijtuigen werden in 1957 gedeclasseerd en vernummerd.

| Vernummeringen |       |       |
| K1 a2b7        | K1 A9 | K1 B9 |
| -------------- | ----- | ----- |
| 20036          | 21015 | 22601 |
| 20118          | 21050 | 22602 |

- - 15 rijtuigen werden in de jaren 50 verbouwd tot rijtuigen die voor de helft waren uitgevoerd als 1e klasse rijtuigen. De overige helft werd omgebouwd tot een bagageruimte met een kleine snackbarruimte. De rijtuigen kregen de aanduiding A5DR.

| Vernummeringen |         |
| K1 a2b7        | K1 A5DR |
| -------------- | ------- |
| 20004          | 28901   |
| 20010          | 28902   |
| 20011          | 28903   |
| 20015          | 28904   |
| 20020          | 28905   |
| 20024          | 28906   |
| 20026          | 28907   |
| 20045          | 28908   |
| 20060          | 28909   |
| 20069          | 28910   |
| 20077          | 28911   |
| 20081          | 28912   |
| 20102          | 28913   |
| 20115          | 28914   |
| 20120          | 28915   |

- - 10 rijtuigen werden verbouwd tot rijtuigen waarbij de eerste klasse afdeling werd vergroot ten koste van de afdeling 2e klasse. Het werden rijtuigen met de aanduiding A4B5.

| Vernummeringen |       |         |
| K1 a2b7        | K1 A9 | K1 A4B5 |
| -------------- | ----- | ------- |
| 20062          | 21027 | 23001   |
| 20063          | 21028 | 23002   |
| 20071          | 21032 | 23003   |
| 20091          | 21055 | 23009   |
| 20092          | 21039 | 23004   |
| 20094          | 21040 | 23005   |
| 20097          | 21056 | 23010   |
| 20104          | 21044 | 23006   |
| 20108          | 21045 | 23007   |
| 20166          | 21048 | 23008   |

- - 40 rijtuigen werden vernummerd en geschikt gemaakt voor internationale treindiensten. Hierbij werden ze geschikt om onder verschillende spanningen het interieur te verwarmen.

| Vernummeringen |                |                    |
| K1 a2b7        | nummering 1957 | later vernummering |
| -------------- | -------------- | ------------------ |
| 20001 - 20003  | 21001 - 21003  |                    |
| 20005 - 20009  | 21004 - 21008  |                    |
| 20012          | 21009          |                    |
| 20016          | 21010          |                    |
| 20022          | 21011          |                    |
| 20029          | 21012          |                    |
| 20035          | 21014          |                    |
| 20038          | 21016          |                    |
| 20040          | 21018          |                    |
| 20044          | 21020          |                    |
| 20048          | 21021          |                    |
| 20051          | 21022          |                    |
| 20054          | 21023          |                    |
| 20055          | 21024          |                    |
| 20058          | 21025          |                    |
| 20065          | 21029          |                    |
| 20067          | 21030          |                    |
| 20068          | 21031          |                    |
| 20072          | 21033          |                    |
| 20073          | 21052          | 21032              |
| 20074          | 21053          | 21039              |
| 20075          | 21034          |                    |
| 20078          | 21035          |                    |
| 20082          | 21036          |                    |
| 20086          | 21054          | 21040              |
| 20088          | 21037          |                    |
| 20090          | 21038          |                    |
| 20096          | 21041          | 21013              |
| 20099          | 21042          | 21017              |
| 20100          | 21043          | 21019              |
| 20111          | 21046          | 21015              |
| 20112          | 21047          | 21026              |
| 20117          | 21049          | 21027              |
| 20122          | 21051          | 21028              |

### b9
- 40 rijtuigen type b9 met de oorspronkelijke nummering in de serie 22001 - 22040. Deze rijtuigen werden tussen november 1934 en mei 1935 gebouwd door Baume et Marpent. De rijtuigen boden plaats aan 72 reizigers in de 2e klasse. De rijtuigen kenden een middengang. 13 rijtuigen werden verbouwd eind jaren 50 waarbij ze voorzien werden van elektrische verwarming en nieuwe ramen.

| K1 b9         |
| ------------- |
| 22001 - 22040 |

In 1957 werden de 27 resterende rijtuigen (13 waren verloren gegaan tijdens de Tweede Wereldoorlog) vernummerd tijdens de declassering.
| Vernummeringen |       |
| K1 b9          | K1 A9 |
| -------------- | ----- |
| 22001          | 21116 |
| 22002          | 21101 |
| 22003          | 21117 |
| 22004          | 21118 |
| 22005          | 21102 |
| 22006          | 21103 |
| 22007          | 21119 |
| 22008          | 21104 |
| 22009          | 21105 |
| 22012          | 21120 |
| 22013          | 21106 |
| 22014          | 21121 |
| 22017          | 21122 |
| 22018          | 21123 |
| 22019          | 21107 |
| 22020          | 21124 |
| 22022          | 21108 |
| 22023          | 21125 |
| 22026          | 21126 |
| 22030          | 21109 |
| 22032          | 21127 |
| 22033          | 21128 |
| 22034          | 21129 |
| 22035          | 21130 |
| 22036          | 21110 |
| 22037          | 21111 |
| 22039          | 21112 |

### c11
- Tussen 1931 en 1935 volgde de bestelling en levering van in totaal 247 of 248 rijtuigen met alleen 3e klasse. Er werd 1 prototype gebouwd, hierboven beschreven en genummerd met 23001 (later 23032). Later volgde serielevering van 247 rijtuigen. 50 rijtuigen serie 23002 - 23051 werden gebouwd door de Ateliers Métallurgiques de Nivelles, de 23052 - 23101 en 23168 - 23183 door Ateliers de la Dyle. De 23102 - 23167 werden gebouwd door Ateliers de Construction de Familleureux, de 23184 - 23235 door Anglo-Franco-Belge en ten slotte de 23236 - 23248 door Enghien St.-Eloi. Deze rijtuigen 3e klasse boden plaats aan 108 reizigers. Door verschillende soorten draaistellen hadden de rijtuigen een leeg gewicht dat varieerde tussen de 39 en 42 ton. 62 rijtuigen gingen verloren tijdens de Tweede Wereldoorlog, waardoor uiteindelijk 185 rijtuigen werden vernummerd tijdens de deklassering van 3e naar 2e klasse.

| K1 c11               | K1 B11 (vernummering resterende rijtuigen in 1957) |
| -------------------- | -------------------------------------------------- |
| 23001, 23002 - 23248 | 22001 - 22185 (niet op volgorde)                   |

### b6p
- In 1934 en 1935 werden 40 rijtuigen gebouwd met 6 afdelingen 2e klasse met de nummers 42201 - 42240. Daarnaast kregen deze rijtuigen een bagageruimte. Deze bagageruimte werd voorzien van een uitkijkpost, waardoor deze rijtuigen extra hoog waren. De eerste 16 rijtuigen werden gebouwd door Ateliers Métallurgiques de Nivelles, de restende 24 semi-bagagerijtuigen door Anglo-Franco-Belge. 5 rijtuigen gingen verloren tijdens de Tweede Wereldoorlog. In 1936 werden de rijtuigen 42219 - 42229 (uitgezonderd 42224) verbouwd naar internationale voorschriften. Zij werden toen vernummerd tot serie 41201 - 41209.

| K1 b6p        | vernummering 1954 | vernummering 1957 |
| ------------- | ----------------- | ----------------- |
| 42201 - 42240 | 26101 - 26127     | 28101 - 28127     |

### c7p
- In 1933 en 1934 werden deze rijtuigen geleverd, behoorlijk identiek aan de b6p met het verschil dat deze rijtuigen 7 afdelingen 3e klasse kenden. De rijtuigen zijn op afstand te onderscheiden van de b6p door de aanwezigheid van een klein venster in de bagageruimte. De c7p werd gebouwd door drie verschillende fabrikanten: 42301 - 42312, 42346 - 42353: Braine Le Comte; 42313 - 42322: Enghien St.-Eloi en 42323 - 42345: Energie. Na enkele jaren werden 24 rijtuigen verbouwd voor internationaal verkeer en vernummerd tot 41301 - 41324. 8 rijtuigen gingen verloren tijdens de Tweede Wereldoorlog.

| K1 c7p        | vernummering 1954 | vernummering 1957 |
| ------------- | ----------------- | ----------------- |
| 42301 - 42353 | 27001 - 27018     | 29001 - 29018     |

## UIC
De rijtuigen die nog in gebruik waren bij de NMBS tijdens de vernummering naar UIC-nummers kregen de volgende nummering:
| NMBS                                | UIC                                                               |
| ----------------------------------- | ----------------------------------------------------------------- |
| A9: 21001 - 21056                   | 50 88 18 40 001 - 040 50 88 18 66 001 - 004                       |
| A8R: 21901 - 21912                  | 50 88 84 48 001 - 004                                             |
| A4B5: 23001 - 23010                 | 50 88 39 48 001 - 004 50 88 39 66 001 - 006                       |
| B9: 22601 - 22610                   | 50 88 29 48 001 - 008 50 88 29 66 001 - 002                       |
| A5DR: 28901 - 28915                 | 50 88 87 48 001 - 015                                             |
| A9: 21113 - 21115 A9: 21131 - 21136 | 50 88 19 48 013 - 015 50 88 19 48 030 - 035                       |
| A9: 21101 - 21112 A9: 21116 - 21130 | 50 88 19 48 001 - 012 50 88 19 48 016 - 029                       |
| B11: 22001 - 22185                  | 50 88 21 48 001 - 065 50 88 21 66 001 - 114 50 88 21 40 001 - 006 |
| A6D: 28001 - 28008                  | 50 88 8 66 001 - 008                                              |
| A6D: 28101 - 28127                  | 50 88 81 48 001 - 025 50 88 8 66 009 - 010                        |
| B7D: 29001 - 29018                  | 50 88 82 66 001 - 018                                             |
| B7D: 29101 - 29127                  | 50 88 82 48 001 - 014 80 88 82 66 019 - 031                       |

## Interieurfoto's

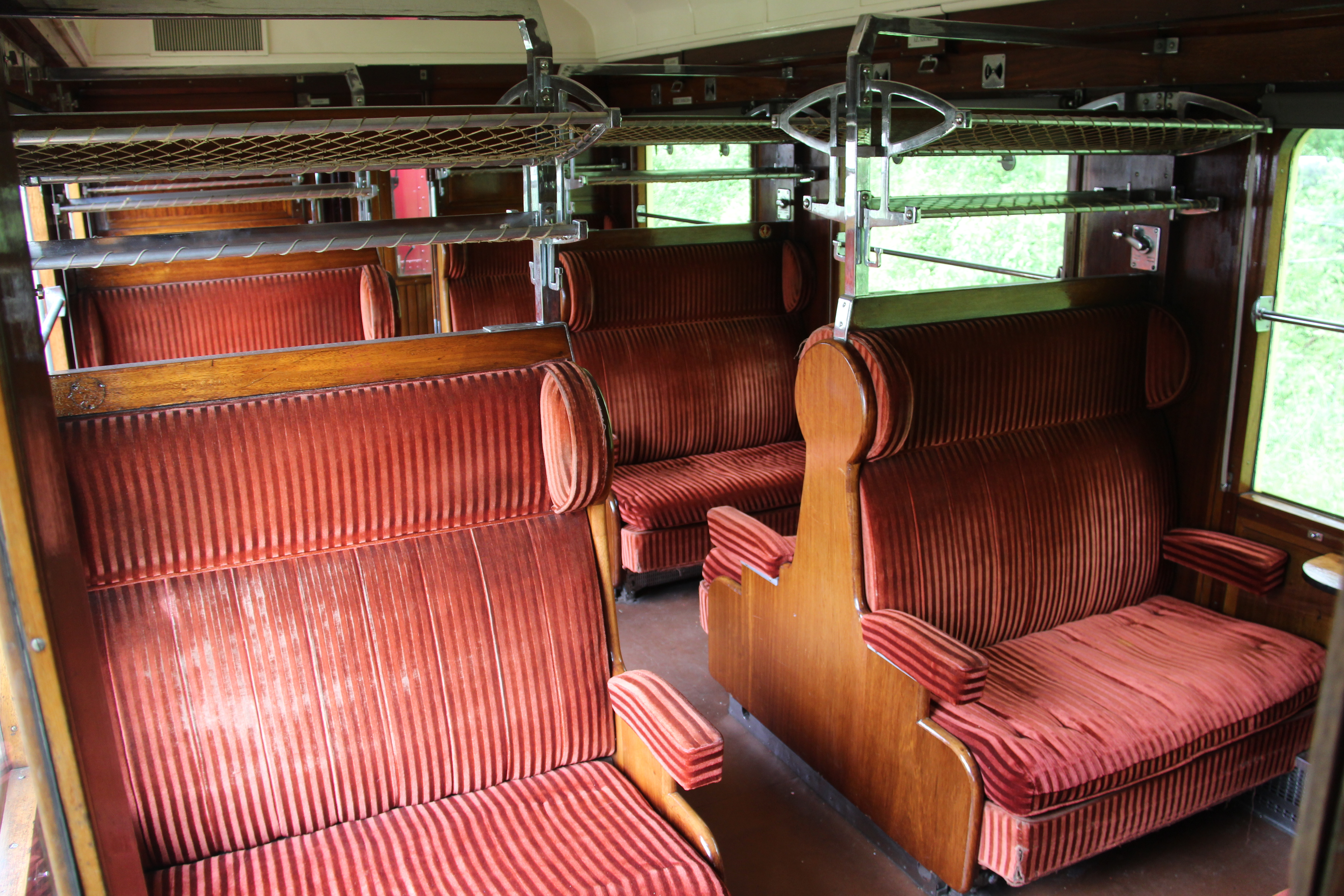
Interieur 1e klas
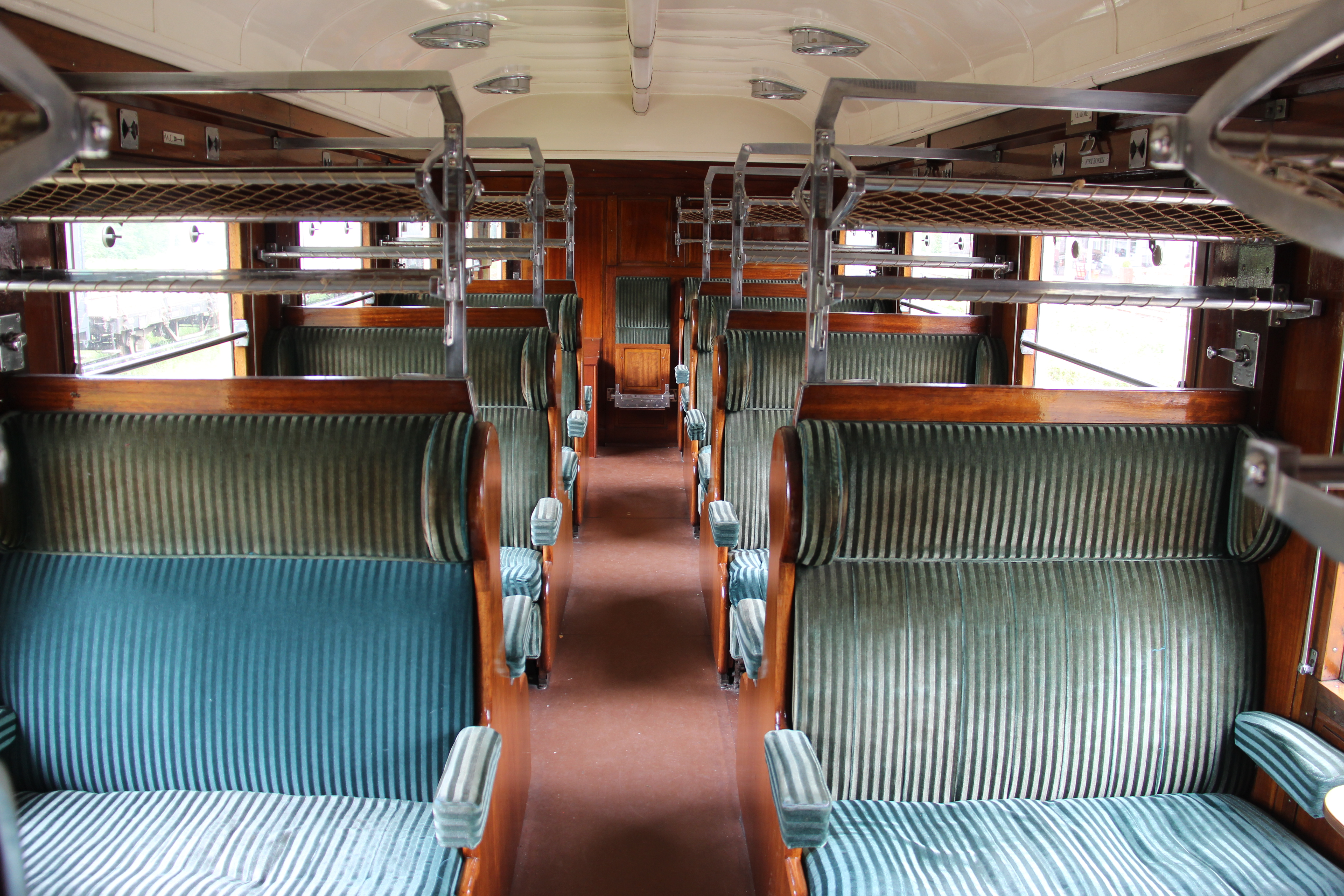
Interieur 1e klas
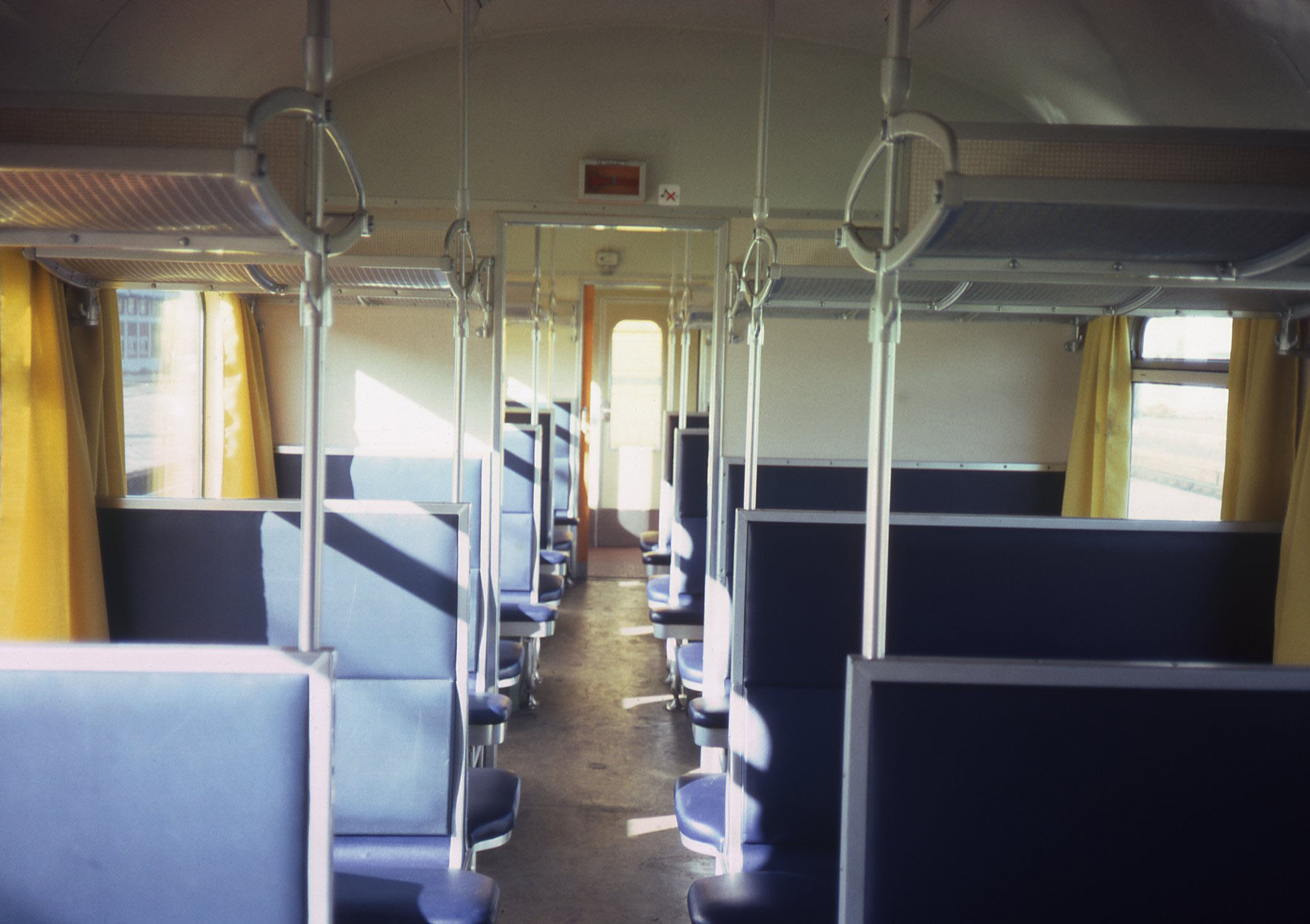
Gemoderniseerd interieur

## Tweede leven

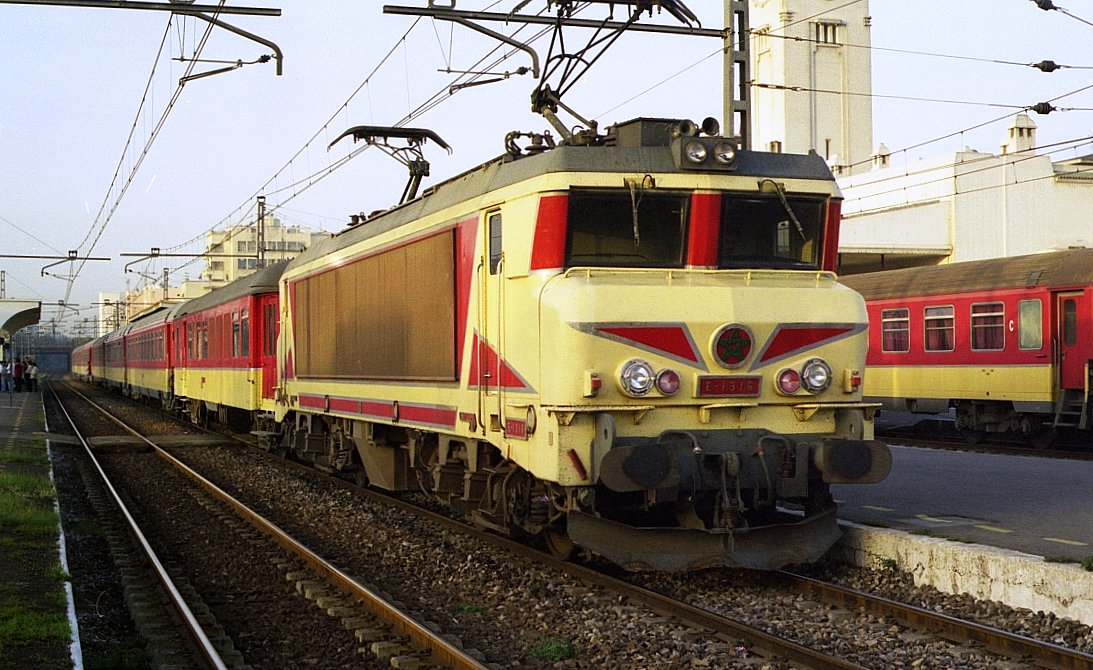
Een K1-rijtuig achter een locomotief van de Marokkaanse spoorwegen in 2002.

Hoewel het grootste gedeelte van de rijtuigen is gesloopt, is een klein deel bewaard gebleven en wordt gebruikt bij diverse museumspoorlijnen in België en Nederland.

### Duitsland
Een onbekend aantal rijtuigen dat verdween tijdens de Tweede Wereldoorlog kwam terecht bij de Deutsche Reichsbahn en deed soms nog tot in de jaren 70 dienst, zowel als personenrijtuig, dienstrijtuig of anders.

### Marokko
Daarnaast werden 135 rijtuigen voor een tweede leven rond 1983 verkocht aan de Marokkaanse Spoorwegen. Nog in 2013 werden rijtuigen in die actieve dienst aangetroffen.

### Museumrijtuigen
| Nummer    | Bij                            | Opmerking | Afbeelding |
| --------- | ------------------------------ | --- | ---------- |
| A9 21003  | SDP                            | Oude nummering: a2B7 20003. Oorspronkelijk bewaard door SSN, later overgenomen door het patrimonium van de NMBS. In 2022 overgebracht naar Baasrode-Noord. |            |
| A9 21010  | ZLSM                           | Oude nummering: a2B7 20016. |            |
| A9 21.013 | Nene Valley Railway            | |            |
| A9 21016  | ZLSM                           | Oude nummering: a2B7 20038. |            |
| A9 21019  | TSP                            | Oude nummering: a2B7 20100 > A9 21043. In 2011 overgenomen van SSN                                                                                         |            |
| A9 21020  | ZLSM                           | Oude nummering: a2B7 20044. |            |
| A9 21024  | ZLSM                           | Oude nummering: a2B7 20055. Plukrijtuig |            |
| A9 21025  | SSN                            | Oude nummering: a2B7 20058. Afkomstig van Vennbahn |            |
| A9 21026  | CFV3V                          | Oude nummering: a2B7 20112 > A9 21047. |            |
| A9 21027  | SSN                            | Oude nummering: a2B7 20117 > A9 21049. |            |
| A9 21028  | ZLSM                           | Oude nummering: a2b7 20122 > A9 21051 |            |
| A9 21031  | ZLSM                           | Oude nummering: a2B7 20068. |            |
| A9 21.033 | Nene Valley Railway            | Oude nummering: a2B7 20072. In kleuren Compagnie Internationale des Wagons-Lits voor filmopnamen                                                           |            |
| A9 21035  | ZLSM                           | Oude nummering: a2B7 20078. |            |
| A9 21036  | SSN                            | Oude nummering: a2B7 20082. |            |
| A9 21040  | ZLSM                           | Oude nummering: a2B7 20086 > A9 21054. |            |
| A9 21101  | TSP                            | Oude nummering: b9 22002. In 2001 overgenomen van Vennbahn. Gesloopt                                                                                       |            |
| A9 21108  | Kolenspoor                     | Oude nummering: b9 22022. Momenteel genummerd als 48008 |            |
| AB9 21114 | De Houtloods, Tilburg          | Oude nummering: a2B7 20087 > b9 22047. Voorheen SGB. |            |
| A9 21122  | TSP                            | Oude nummering: b9 22017. In 2001 overgenomen van Vennbahn.                                                                                                |            |
| A9 21125  | TSP                            | Oude nummering: b9 22023. |            |
| A9 21127  | TSP                            | Oude nummering: b9 22032. In 2001 overgenomen van Vennbahn.                                                                                                |            |
| B11 22020 | CFV3V                          | Oude nummering: c11 23202. |            |
| B11 22028 | CFV3V                          | Oude nummering: c11 23229 |            |
| B11 22064 | Eigendom van de CF3F Hombourg. | Oude nummering: c11 23041. gesloopt, ex derdeklasser |            |
| AB 23.009 | Nene Valley Railway.           | |            |
| 27801     | Eigendom van de CF3F Hombourg  | |            |
| A6D 28106 | ZLSM                           | Oude nummering: b6p 42206 > b6p 26106. |            |
| A6D 28110 |                                | Oude nummering b6p 42211 > b6p 26110. In 2016 te koop in Luxemburg.                                                                                        |            |
| AD28117   | TSP                            | In 2001 overgenomen van Vennbahn. Gesloopt |            |
| D28122    | Eigendom van de CF3F Hombourg  | |            |
| B7D 29123 | CFV3V                          | Oude nummering: c7p 42335 > c7p 27123. |            |
| B7D 29126 | TSP                            | Oude nummering: c7p 42350 > c7p 27126. In 2011 overgenomen van SSN                                                                                         |            |
| B7D 29127 | ZLSM                           | Oude nummering: c7p 42351 > c7p 27127. |            |